# Edward Graff
Edward Graff   (San Francisco, 20 d'agost de 1897 - 19 de març de 1954) va ser un jugador de rugbi a 15 estatunidenc que va competir durant la dècada de 1920.
El 1924 va ser seleccionat per jugar amb la selecció dels Estats Units de rugbi a 15 que va prendre part en els Jocs Olímpics de París, on guanyà la medalla d'or.